# Comité Paralímpico Nacional de Uganda
El Comité Paralímpico Nacional de Uganda es el comité paralímpico nacional que representa a Uganda. Esta organización es la responsable de las actividades deportivas paralímpicas en el país. Es miembro del Comité Paralímpico Internacional y del Comité Paralímpico Africano.